# Хызы
Хызы (азерб. Xızı; татск. Xizi) — город, административный центр Хызынского района Азербайджана. Расположен в 104 км от Баку.

## География
Хызы расположен на южном склоне Большого Кавказского хребта, на пласте, простирающемся от южного склона Самура до Девечи. Горы невысокие. Самая высокая точка находится на высоте 958 метров над уровнем моря — гора Сараку и 2203 метров — гора Дюбрар. На нескольких участках склоны гор используются как зимние и летние пастбища.

## Этимология
Существуют несколько предположений происхождения топонима «Хызы». Считается, что татское население местности было перемещено сюда в раннем средневековье из области Хузистан в Иране для защиты северных границ Сасанидов. Возможно, топонимика связана с названием этой провинции.
Некоторые исследователи связывают топоним «Хызы» со словом «огонь / тепло» на турецком языке. Согласно другой информации, топоним «Xizi» был получен из слова «Хазар». Об этом пишет историк С. С. Багуш. На протяжении столетий хазарские племена доминировали вокруг Каспийского и Чёрного морей. Согласно арабскому историку VII века Ибн Фадлану, «мусульманская» часть тюркоязычных народов была объединена под именем племени хызы и жила в северной части Кавказской Албании с VIII века нашей эры.

## История
По сведениям Камерального описания Кубинской провинции", составленном в 1831 году коллежским регистратором Хотяновским, в казённой деревне Хызы Бармекского магала население вело оседлый образ жизни и состояло из шиитов, занимавшихся выращиванием пшеницы, шелководством, и животноводством.
По результатам Азербайджанской сельскохозяйственной переписи 1921 года, селение Хизы Кубинского уезда Азербайджанской ССР населяли 803 человека (167 хозяйств), преимущественно таты.

## Население
Хызы занимает 66 место в стране по численности населения (1300 человек).
На 1 января 2023 года численность населения составляет 1 568 чел.

## Экономика
Город относится к Абшерон-Хызынскому экономическому району.
Хызы славится ковроткачеством. Хызинские ковры принадлежат к бакинской группе азербайджанских ковров. Обычно промежуточная область ковра делится на клетки в виде больших ячеек, а остальная часть покрывается парусом. Также на коврах изображают древо жизни и геометрические узоры.

## Инфраструктура
Недалеко от города создана зона отдыха «Дженнет багы». В 8 километрах от Хызы действует ещё одна зона отдыха — «Гызылгазма».

## Достопримечательности

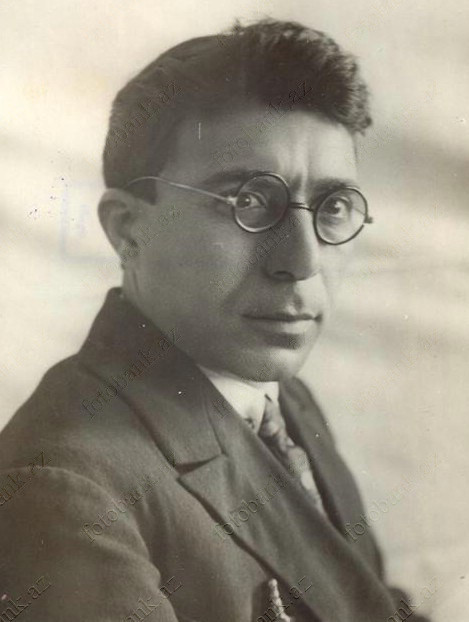
Джафар Джаббарлы

Исторические достопримечательности города — дома-музеи основателя азербайджанской драматургии Джафара Джаббарлы и азербайджанского поэта Микаила Мушфига.

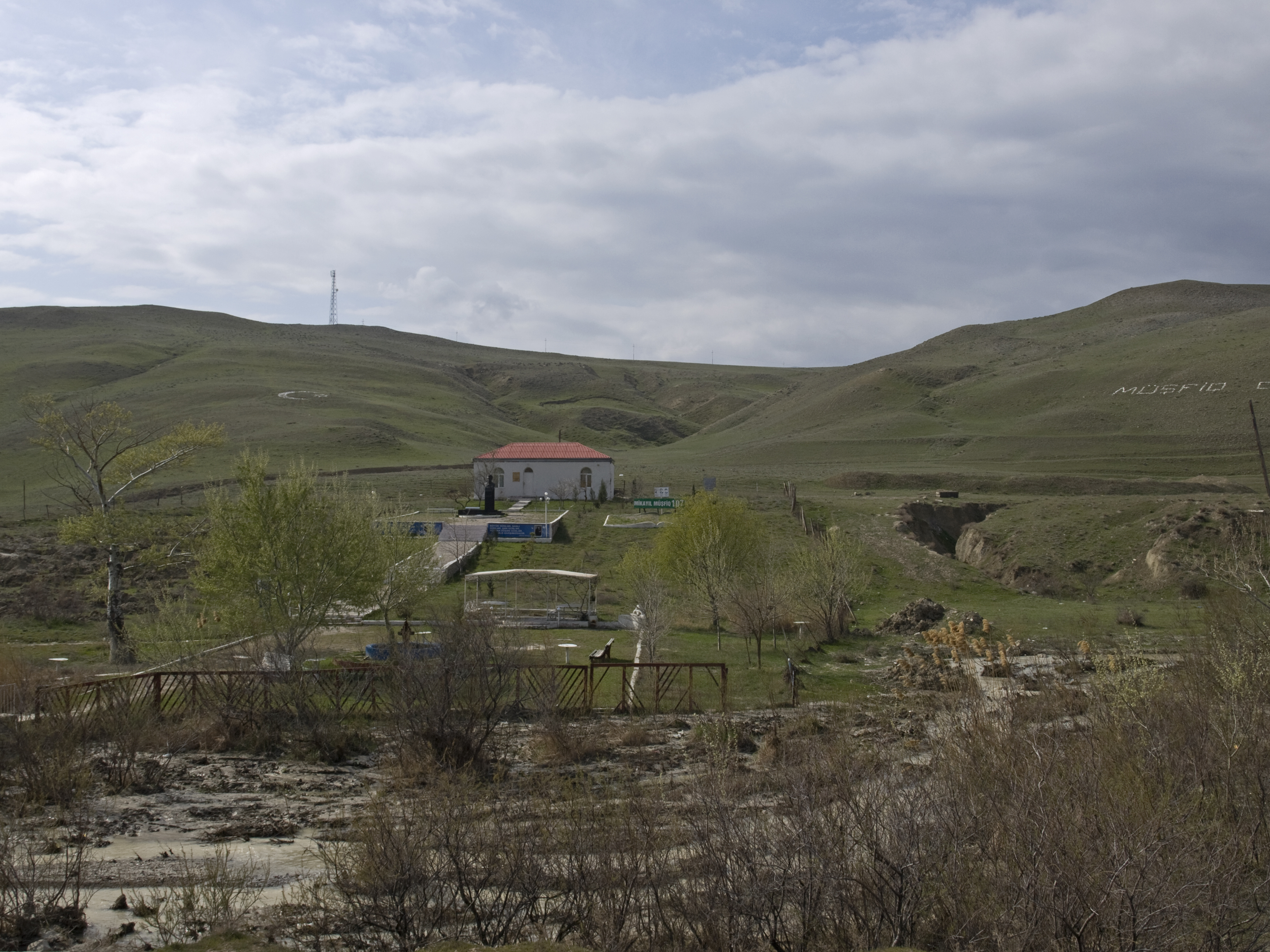
Дом-музей поэта Микаила Мушфига

## В культуре
Известна песня «Хызы даглары» (Горы Хызы) на музыку композитора Алекпера Тагиева и слова Хафиза Бахыша.
В Хызы проходили съёмки эпизодов в горах, прериях, на плантациях советского художественного фильма «Всадник без головы».

## Известные уроженцы и жители
- Джафар Джаббарлы — писатель и драматург[12].
- Джабир Новруз — поэт, Народный поэт Азербайджана[13].
- Низами Рамзи — деятель азербайджанской фольклорной культуры (мейхана).
- Микаил Мушфиг — азербайджанский поэт.
- Рафаиль Озтурк Даглы — писатель, поэт, историк.
- Зулейха Ширинова (Наэль) — писатель, сценарист.